# Lophoplatystoma acarigerum
Lophoplatystoma acarigerum är en tvåvingeart som först beskrevs av Speiser 1911.  Lophoplatystoma acarigerum ingår i släktet Lophoplatystoma och familjen bredmunsflugor. Inga underarter finns listade i Catalogue of Life.